# NGC 5278
NGC 5278 (другие обозначения — UGC 8677, IRAS13397+5555, MCG 9-22-101, ZWG 271.58, MK 271, ZWG 272.3, 1ZW 69, KCPG 390A, VV 19, ARP 239, PGC 48473) — галактика в созвездии Большая Медведица.
Этот объект входит в число перечисленных в оригинальной редакции «Нового общего каталога».
В галактике вспыхнула сверхновая SN 2001ai типа Ic, её пиковая видимая звездная величина составила 17,6.